# Земля Георга
Земля Георга — необитаемый остров в составе российского архипелага Земля Франца-Иосифа, расположенного в Северном Ледовитом океане. В административном отношении относится, как и весь архипелаг, к Архангельской области.
Земля Георга является самым крупным островом архипелага и четырнадцатым по площади островом России. Находится на территории государственного природного заказника федерального значения «Земля Франца-Иосифа».

## География

Западная часть архипелага Земля Франца-Иосифа.

Побережье изрезано многочисленными бухтами и фьордами, размеры острова достигают 43 × 115 км, площадь — 2821 км². Наивысшая точка — ледниковый купол Брусилова, 416 м над уровнем моря. Вся центральная и восточная часть острова покрыта основной ледяной шапкой, которая объединяет несколько ледниковых куполов.
Северный полуостров Армитиджа в основном лишен ледникового покрова за исключением отдельного ледникового купола на мысе Бруса. Северо-восточная часть полуострова имеет большое количество крупных озер, в том числе размером более 2 км. В восточной части полуострова, которая примыкает к основной ледяной шапке, расположены два крупных ледниковых озера, одна из сторон которых ограничена ледником. Речная сеть ориентирована в северо-западном направлении к морю по всему полуострову. Помимо небольших ручьев, с ледникового купола и озёр стекают две реки длиной более 15 км.
Земля Георга отделена от соседней, расположенной к западу Земли Александры Кембриджским и Архангельским проливами. Кембриджский пролив отличается значительными глубинами до 628 м, что является самой большой глубиной Баренцева моря.

## История

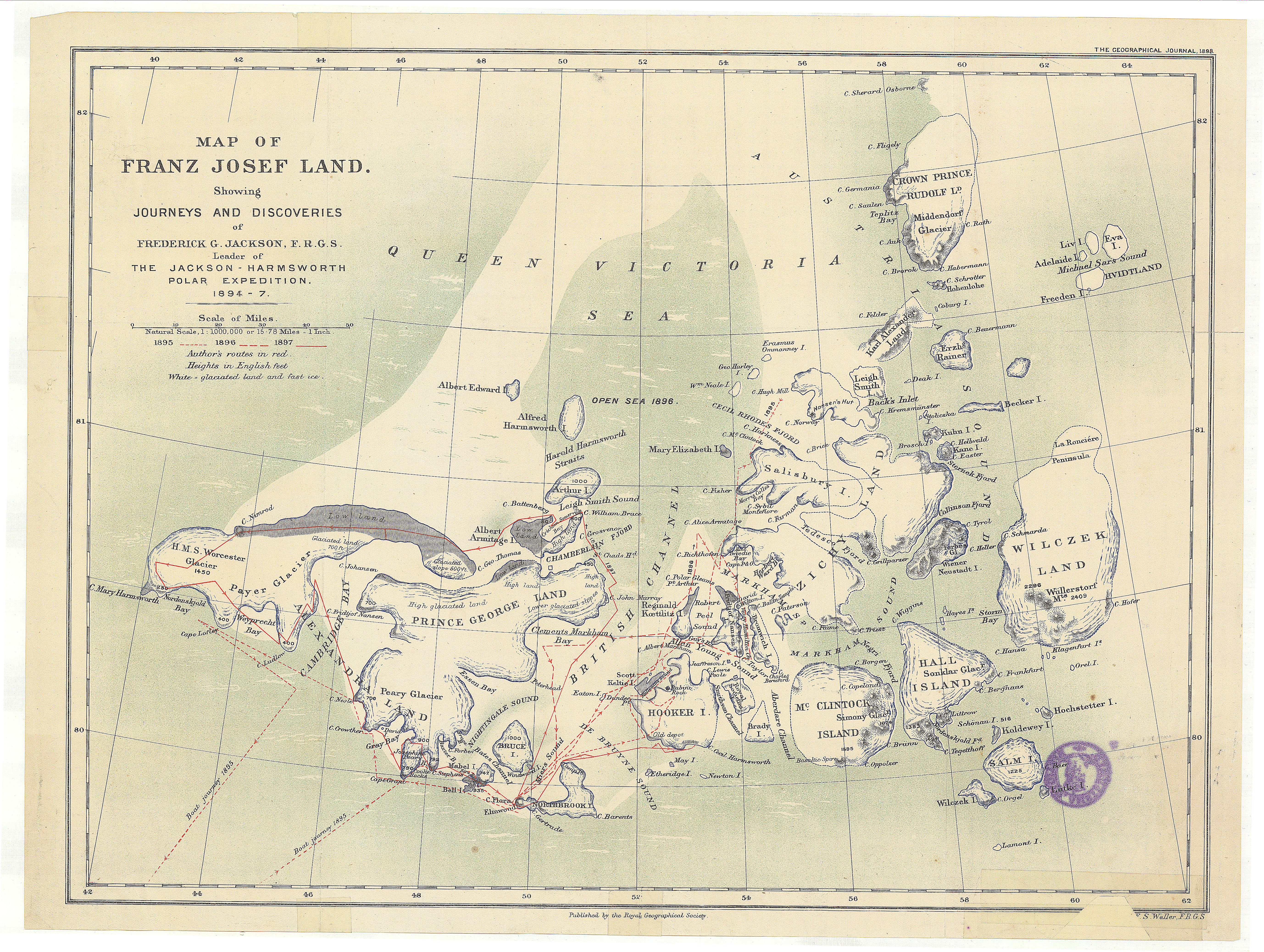
Земля Георга как отдельный остров на карте Земли Франца-Иосифа 1898 года, на которой показаны исследования Фредерика Джексона.

В 1880 году остров был открыт британским полярником Бенджамином Ли Смитом и назван в честь Георга, принца Уэльского.
Расположенный на острове мыс Красин был назван в 1953—1955 гг. советскими исследователями в честь ледокола «Красин».